# Carbonized
A Carbonized svéd metalegyüttes volt 1988-tól 1996-ig.

## Története
A zenekar Saltsjöbaden városában alakult. Lars Rosenberg alapította, hozzá csatlakozott a Dismember énekese, Matti Kärki, Piotr Wawrzeniuk dobos, és Christofer Johnsson a Therionból. Az együttes avantgárd és death metalt játszott. Hivatalosan nem oszlottak fel, de az 1996-os albumuk óta nem aktívak. Zenéjük a death metal/grindcore és a jazz/pszichedelikus rock keveréke. Zenei hatásukként több előadót is megtettek, kezdve a Voivodtól a Pink Floydon át a Black Flagig.

## Tagok
- Christofer Johnsson - gitár, ének
- Lars Rosenberg - basszusgitár, ének
- Piotr Wawrzeniuk - dob

## Korábbi tagok
- Matti Kärki - ének
- Jonas Derouche - ének, gitár
- Markus Rüdén - dob
- Stefan Akström - gitár
- Per Ax - dob
- Henrik Brynolfsson - gitár

## Diszkográfia
- For the Security (1991)
- Disharmonization (1993)
- Screaming Machines (1996)

## Egyéb kiadványok
- Au-to-dafe (demó, 1989)
- No Canonization (kislemez, 1990)
- Recarbonized (demó, 1990)
- Two Faces (demó, 1990)
- Chronology of Death (split lemez, 1991)